# Luise Stichling
Luise Stichling (geb. Luise Theodora Emilie von Herder) (* 23. April 1781 in Weimar; † 12. März 1860 ebenda) war eine deutsche Schriftstellerin. Sie schrieb unter dem Pseudonym Theodora.

## Leben
Luise Herder kam 1781 als einzige Tochter des Schriftstellerehepaars Johann Gottfried Herder und Marie Karoline Flachsland in Weimar zur Welt. Ihre sieben Taufpaten waren der Prinz Constantin von Sachsen-Weimar, die Kammerherrin Emilie von Werthern, die Geheime Regierungsrätin Friederike Sophie Eleonore von Schardt, die Geheime Rätin von Diede, die Regierungsrätin Emilie von Berlepsch, Sophie Christiane Eleonore von Beschefer aus Bückeburg und Luise König, die Jugendfreundin ihrer Mutter Marie Karoline Flachsland.
Herder erhielt eine sorgfältige Erziehung. Im Gegensatz zu ihren Brüdern beteiligte sie sich jedoch weniger am geselligen Leben Weimars, das wesentlich durch den Hof geprägt war. Luise Herder wurde nach dem Tod des Vaters 1803 eine wichtige Stütze ihrer Mutter und pflegte sie bis zu ihrem Tod. Von ihr wurde sie im Testament als Universalerbin eingesetzt.
Luise Herder verlobte sich im letzten Lebensjahr ihrer Mutter mit dem 15 Jahre älteren Constantin Stichling. Marie Karoline Herder sah die Verbindung ihrer Tochter nicht gern, da Stichling deutlich älter als Luise Herder war und zwei Töchter und einen Sohn aus erster Ehe mit Juliane Friederike Wieland in die Ehe brachte: Luise Herder war mit Juliane Wieland, der Tochter des Dichters Christoph Martin Wieland, eng befreundet. Als ihre Freundin Anfang 1809 schwer erkrankte, unterstützte Luise Herder die Familie Stichling sehr. Nach dem Tod ihrer Freundin nahm Luise zunächst das jüngste Kind, ein fünfjähriges Mädchen, zu sich, um es zu versorgen, und kümmerte sich nach der Eheschließung mit Stichling auch um seine beiden Söhne aus erster Ehe. Luise Herder heiratete erst drei Wochen nach dem Tod ihrer Mutter ihren Verlobten. Die Hochzeit fand am 13. Oktober 1809 in Lauter im Erzgebirge statt, wo ihr Bruder Sigismund August Wolfgang von Herder zu dieser Zeit beruflich tätig war. Der Ehe entstammen zwei Töchter und der Sohn Gottfried Theodor Stichling.
Luise Stichling verstarb 1860 in Weimar. Sie ruht im erhaltenen Familiengrab Herder-Stichling auf dem Historischen Friedhof Weimar (westliche Friedhofsmauer), in dem auch ihre Mutter Marie Karoline Flachsland beerdigt wurde.

## Werke
Bereits im Kindesalter war Luise Stichling schriftstellerisch tätig geworden. Sie führte einen umfangreichen Briefwechsel mit ihrem Vater, der auch in Buchform erschienen ist. In den Legenden Johann Gottfried Herders aus dem Jahr 1797 finden sich auch Beiträge Luise Stichlings, ohne jedoch gekennzeichnet zu sein. Zudem schrieb sie Gedichte, so ist von einem Christoph Martin Wieland gewidmeten Gedicht die Unterschrift „In ländlicher Ehrfurcht und Liebe Louise Herder“ überliefert. Wieland selbst nannte sie in einem Brief ein „poetisches Wesen“.
Stichling veröffentlichte unter dem Pseudonym Theodora zahlreiche Aufsätze und Parabeln. Im Jahr 1821 erschien in der Urania ihre Legende Die Mutter und ihre Tochter. Weitere Aufsätze wurden 1822 im Morgenblatt veröffentlicht. Ebenfalls 1822 veröffentlichte Carl Ludwig Ring eine Gesamtausgabe der Werke Johann Gottfried Herders, die er „Johann Gottfried Herder’s würdiger Tochter: Der Frau Geheimen Kammerräthin Luise Stichling“ widmete.
Luise Stichling war Schülerin des Malers Friedrich Preller d. Älteren, von dem sie auch Werke besaß. Sie galt als eine seiner treuesten Schülerinnen und war eine, „an der er besondere Freude hatte“.